# Juan Alfonso Téllez de Meneses, I conde de Barcelos
Juan Alfonso Téllez de Meneses (en portugués: João Afonso Teles de Meneses, m. en mayo de 1304), fue el IV señor de Alburquerque y el I conde de Barcelos.

## Orígenes familiares
Fue hijo de Rodrigo Anes de Meneses y de Teresa Martins de Soverosa. Sus abuelos paternos fueron Juan Alfonso Téllez de Meneses y Elvira González Girón, y los maternos Martín Gil de Soverosa —hijo de Gil Vázquez de Soverosa— e Inés Fernández de Castro —hija de Fernán Gutiérrez de Castro—.

## Biografía
Fue un ricohombre castellano que en 1295 volvió a Portugal, donde habían nacido sus padres, donde sirvió al rey Dionisio I como su mayordomo mayor
y hombre de confianza. Miembro de la curia regis, roboró muchos diplomas reales. En marzo de 1279, confirmó los fueros de Alfaiates y también desempeñó un papel importante en las negociaciones previas a la firma del Tratado de Alcañices en 1297.
Fue hecho primer conde de Barcelos el 8 de mayo de 1298 por carta otorgada por el monarca portugués quien unos años más tarde, en 1302, le envió como embajador a Castilla. Otorgó testamento el 5 de mayo de 1304 y probablemente falleció poco después.

## Matrimonio y descendencia

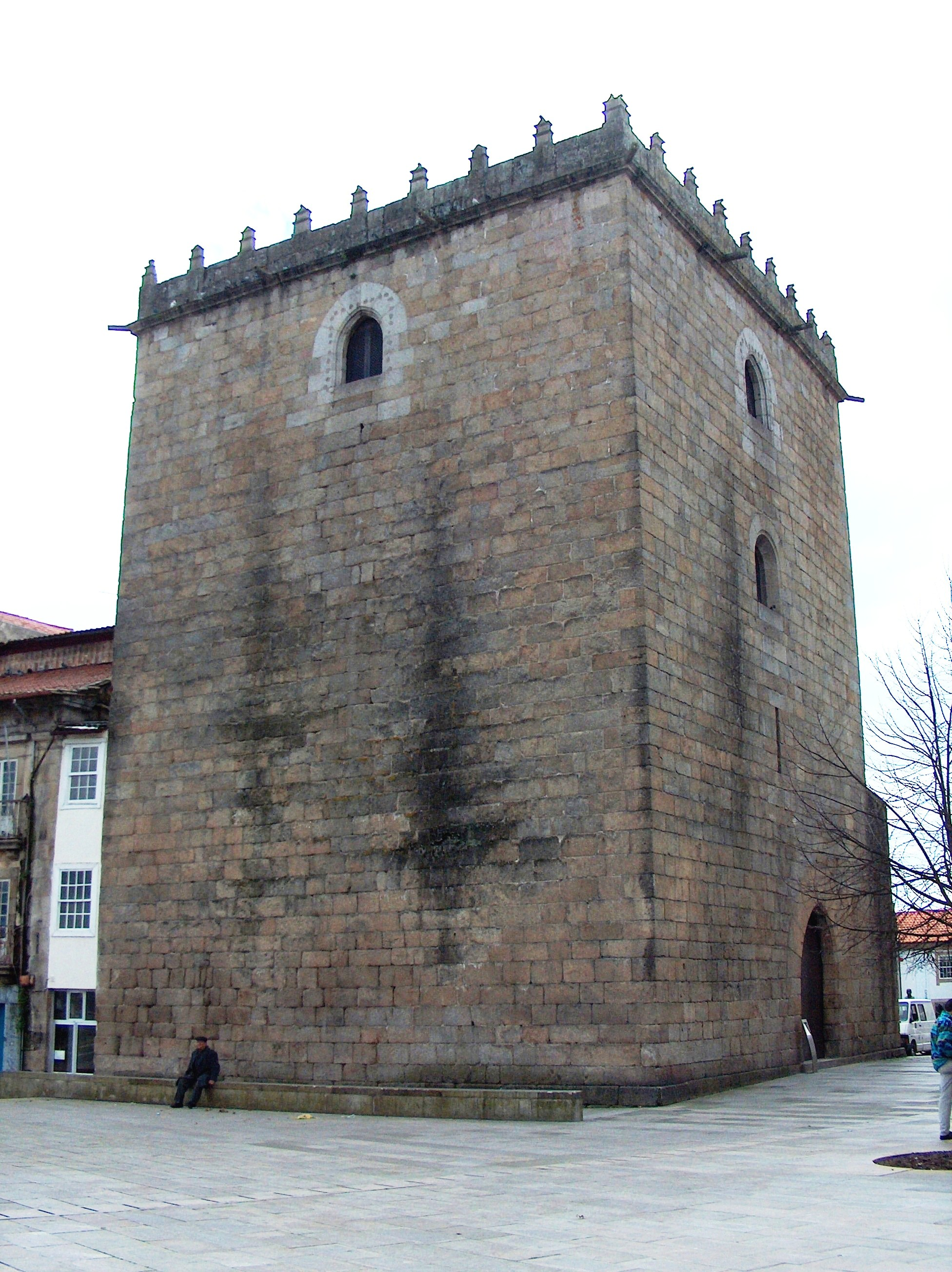
Torre da Porta Nova en Barcelos

Contrajo matrimonio con Teresa Sánchez, hija bastarda del rey Sancho IV de Castilla. De este matrimonio nacieron dos hijas:
- Violante Sánchez (m. antes de noviembre de 1312), esposa de Martín Gil de Riba de Vizela que fue hecho II conde de Barcelos el 15 de octubre de 1304[8][9] y fue el alférez mayor del rey Dinis I.[10] Martín, era hijo del importante magnate portugués, Martín Gil de Riba de Vizela—alférez mayor del rey y heredero y representante de la familia de los Maia, una de las casas nobles más importante del reino lusitano[11]—y de Milia Andrés de Castro. El abuelo paterno de Martín, conde de Barcelos, fue Gil Martins de Riba de Vizela.[12]
- Teresa Martínez de Meneses (m. después 1341), V señora de Alburquerque y esposa de Alfonso Sánchez de Portugal,[9] hijo ilegítimo del rey Dinis y de Aldonça Rodrigues Talha.[13] En 1318 ambos fundaron el monasterio de Santa Clara en Vila do Conde.[14] De este matrimonio nació Juan Alfonso de Alburquerque, favorito del rey Pedro I de Castilla quien se sospecha ordenó que lo envenenaran en 1354.[15]